# 上郷村 (新潟県中魚沼郡)
上郷村（かみごうむら）は、かつて新潟県中魚沼郡にあった村。

## 沿革
- 1889年（明治22年）4月1日 - 町村制施行に伴い中魚沼郡大井平村、子種新田、赤沢村（一部）が合併し、上郷村（初代）が発足。
- 1901年（明治34年）11月1日 - 中魚沼郡寺田村、宮野原村と合併し、新たに上郷村が発足。
- 1955年（昭和30年）1月1日 - 中魚沼郡下船渡村、外丸村、芦ヶ崎村、秋成村、中深見村と合併し、津南町となり消滅。

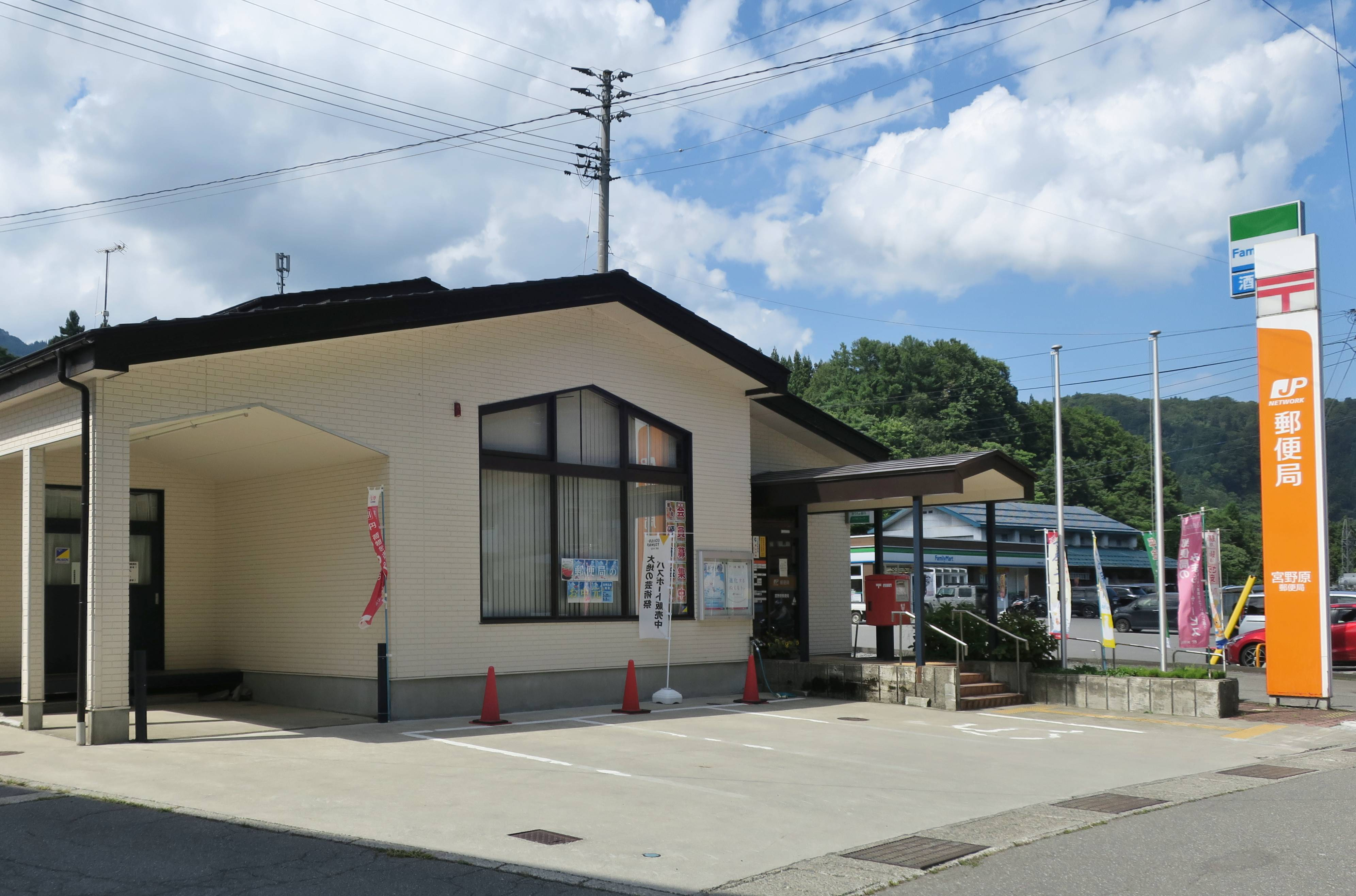
宮野原郵便局
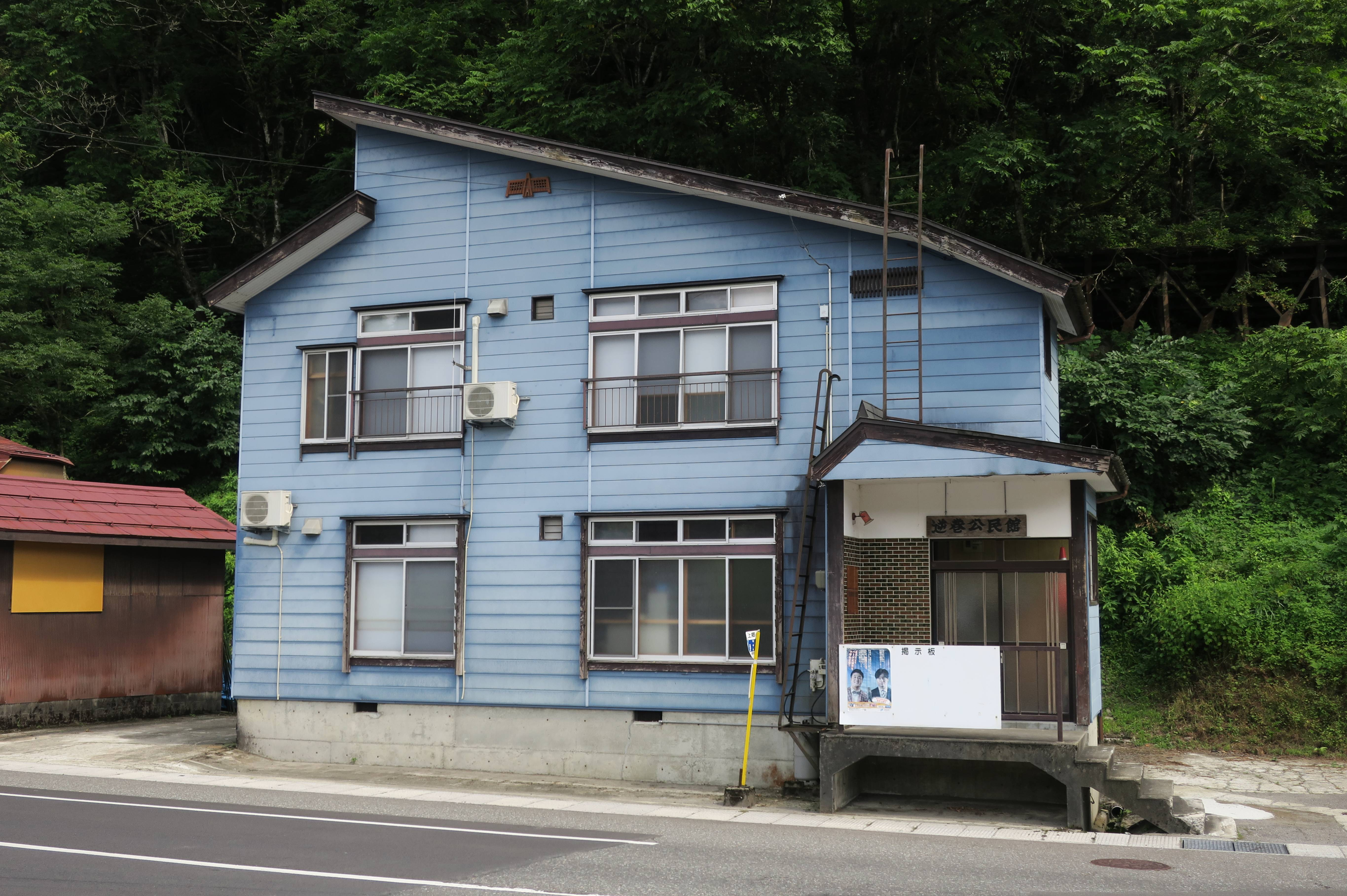
坂巻公民館
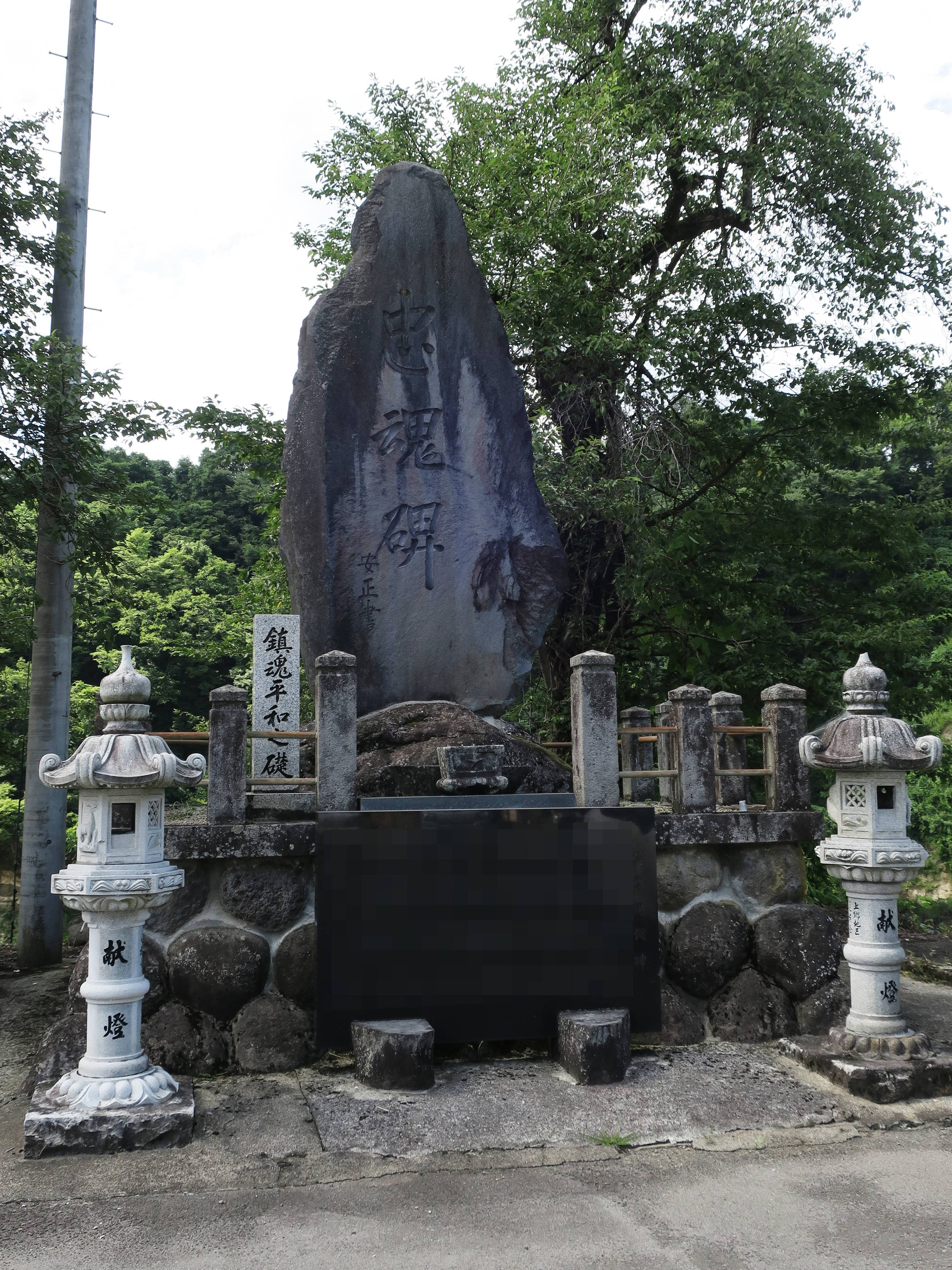
忠魂碑

## 交通

### 鉄道
- 飯山線
  - 森宮野原駅 - 足滝臨時停車場 - 越後田中駅

森宮野原駅は隣接する長野県下水内郡水内村に所在。
1925年に森宮野原駅以西が、1927年中に森宮野原駅 - 越後外丸（現・津南）駅 - 越後田沢駅間が飯山鉄道線として開通した。
1944年に国有化され、同時に足滝臨時停車場を廃止。